# 시뉴섬

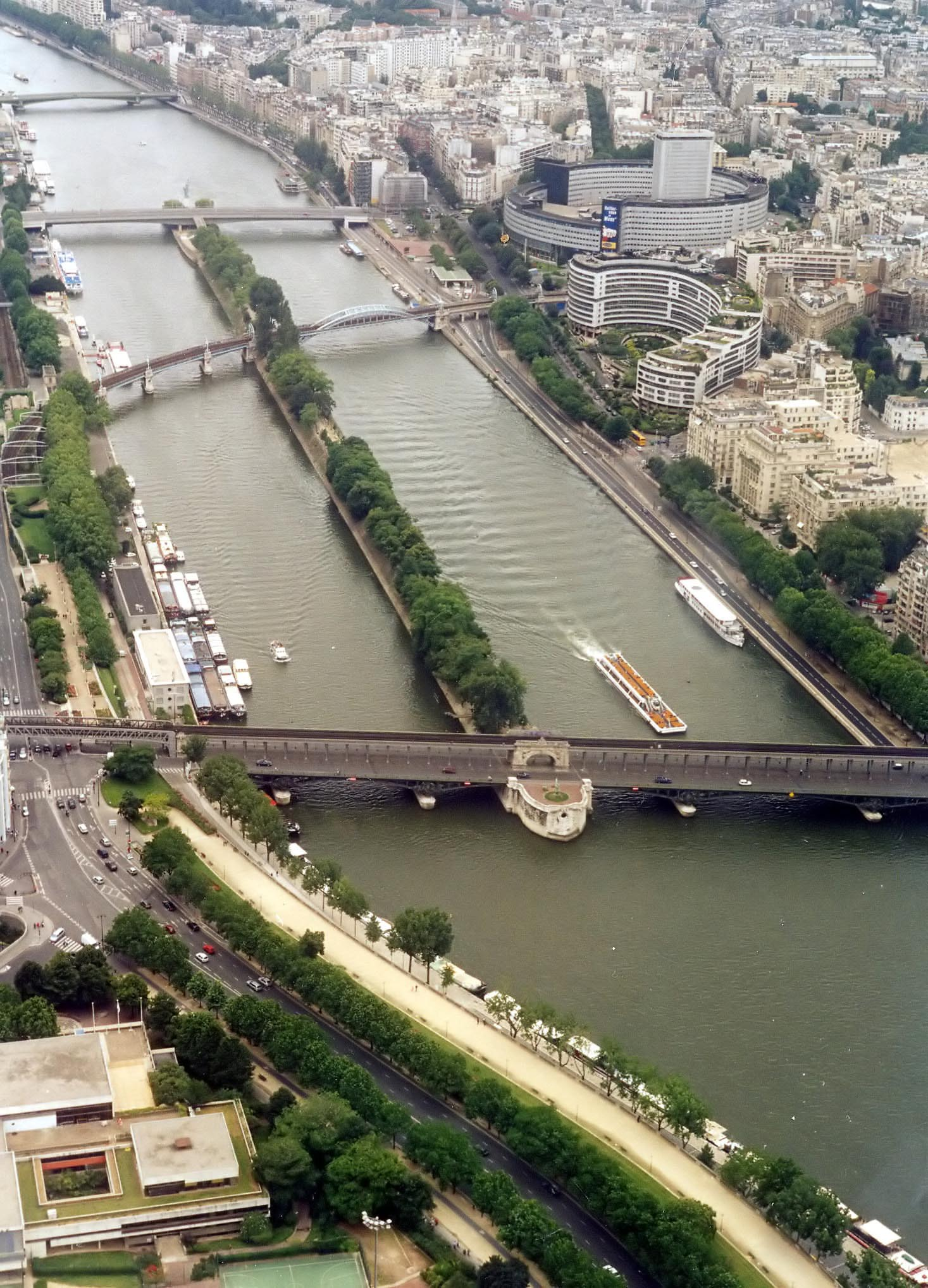
에펠탑에서 내려다 본 시뉴섬

시뉴섬(프랑스어: Île aux Cygnes)은 프랑스 파리 센강에 있는 섬으로 행정 구역상으로는 파리 15구와 파리 16구에 속한다. 참고로 센 강에 있는 하중도 가운데 시뉴섬은 인공 섬이며 시테섬과 생루이섬은 자연 섬이다. 섬 이름은 프랑스어로 "백조들의 섬"을 뜻한다.
1827년 그르넬 항을 보호하기 위한 목적으로 건설되었으며 이전에 있던 시뉴섬은 18세기 후반까지 마르스 광장의 일부로 남아 있었지만 소실되었다. 섬은 좁고 긴 모양을 띠고 있으며 최대 길이는 850m, 최대 높이는 11m이다. 섬을 뒤덮고 있는 나무 그늘은 종종 "시뉴섬의 그늘"(l'Allée des Cygnes)이라고 부르기도 한다.